# Netherton-Syndrom
Das Netherton-Syndrom, richtiger Comèl-Netherton-Syndrom, ist eine seltene angeborene Hautkrankheit (Genodermatose) mit den Hauptmerkmalen einer Erythrodermie, Überempfindlichkeitsreaktion und Bambushaaren (Trichorrhexis invaginata).
Synonyme sind: Bambushaar-Syndrom; lateinisch Erythroderma ichthyosiforme congenitum; Ichthyosis linearis circumfexa Rille-Comèl.
Die Bezeichnung bezieht sich auf den Erstautor der Erstbeschreibung aus dem Jahre 1949 durch den italienischen Dermatologen Marcell Comèl und im Jahre 1958 durch den US-amerikanischen Dermatologen Earl Weldon Netherton (* 1893, † 1967).

## Verbreitung
Die Häufigkeit wird mit 1 – 9 zu 1.000.000 angegeben, bislang sind weniger als 200 Patienten beschrieben worden. Die Vererbung erfolgt autosomal-rezessiv.

## Ursache
Der Erkrankung liegen Mutationen im SPINK5-Gen im Chromosom 5 am Genort q32 zugrunde, welches für LEKTI, ein Serinproteasen-Inhibitor kodiert. Es kommt u. a. zu einer gestörten T-Zellenbildung und einem stark erhöhten Immunglobulin-E-Spiegel.

## Klinische Erscheinungen
Klinische Kriterien sind:
Beginn bei oder kurz nach Geburt
- generalisierte Erythrodermie an Rumpf und Extremitäten mit bogiger Begrenzung und randbetonter Schuppenbildung
- Brüchige Kopfhaare, Augenbrauen und Wimpern, Bambus-Haare, Trichorrhexis nodosa, Pili torti
- Alopezie, Rhagaden im Mundwinkelbereich sowie Papillome an den Genitalien
- Atopie mit Asthma, atopischer Dermatitis, Nahrungsmittelallergie, Urtikaria, Angioödem
- Im Verlauf entwickelt sich eine Ichthyosis linearis circumflexa
- Gedeihstörungen mit Wachstumsverzögerung
- oft Lichenifikation in den Gelenkbeugen
- fakultativ Störungen im Aminosäuren-Stoffwechsel mit erhöhter Ausscheidung im Urin

Als Komplikationen können hyponatriämische Dehydratation, rezidivierende Infektionskrankheiten, Diarrhoe, ein Malabsorptionssyndrom und Superinfektionen mit Septikämie auftreten.

## Diagnose
Zur Diagnosesicherung kommt ein immunhistochemischer Nachweis des LEKTI-Mangel, besser der Nachweis der SPINK5-Mutationen infrage.

## Differentialdiagnose
Abzugrenzen sind das Peeling-Skin-Syndrom, andere kindliche Formen der Erythrodermie wie die Nichtbullöse kongenitale ichthyosiforme Erythrodermie, Erythrodermie bei Psoriasis, Atopisches Ekzem, Lamelläre Ichthyose,  Immundefekt-Syndrome, Seborrhoische Dermatitis und Akrodermatitis enteropathica.

## Therapie
Zur symptomatischen Behandlung wird die äußerliche Anwendung von Harnstoff, Milchsäure sowie Ammoniumlaktat und Tacrolimus empfohlen.

## Verlauf
Die lebenslang bleibenden Haut- und Haarveränderungen schwächen sich im Verlauf ab, die Gedeihstörung geht zurück.